# Вологаз V (Партия)
Вологез V е владетел от династията на Арсакидите, управлявал Армения (ок. 180/186 – 191/2 г.) и Партия (ок. 191 – 208 г.). Той е син на Вологез IV.

## Управление
Между 180 и 186 г. Вологез IV успява да постави своя син Вологез (V) начело на Арменското царство, сменяйки римското протеже Сохем. Като владетел на Армения, Вологез V е назоваван с името Вагарш II или Валарш II, от династията на Аршакуните, арменският клон на Аршакидите.
През неговото царуване в Армения Вагарш II поддържа мирни васални отношения с Римската империя. Вероятно около 189 г. Валарш II налага своя син Рев I („Справедливи“) на трона на Картли (Иверия). Рев I е син на сестрата на Амазасп II, последният владетел от династията на Фарнавазидите.
Около 191/2 г. Вологез V наследява или узурпира трона от Вологез IV. След като поема властта в Партия, Вологез V вероятно назначава своя син Хосрой (Хозров I) за владетел на Армения. В началото на управлението си Вологез V воюва против претендента Хосрой II в Медия.
В 193 г. Вологаз V подкрепя претендента Песцений Нигер срещу римският император Септимий Север, който използва това като повод за да нахлуе в Месопотамия през 195 г. Римляните окупират и плячкосват Ктезифон през 199 г. и за няколко години контролират Месопотамия, но се изтеглят на запад, след като не успяват да превземат ключовата крепост Хатра. След преговори между Септимий Север и Вологаз V през 202 г. е сключен мир.
Вологаз V умира през 208 г. и е наследен от двамата си сина Вологаз VI и Артабан IV между които започват междуособици.